# Charly Wehrle

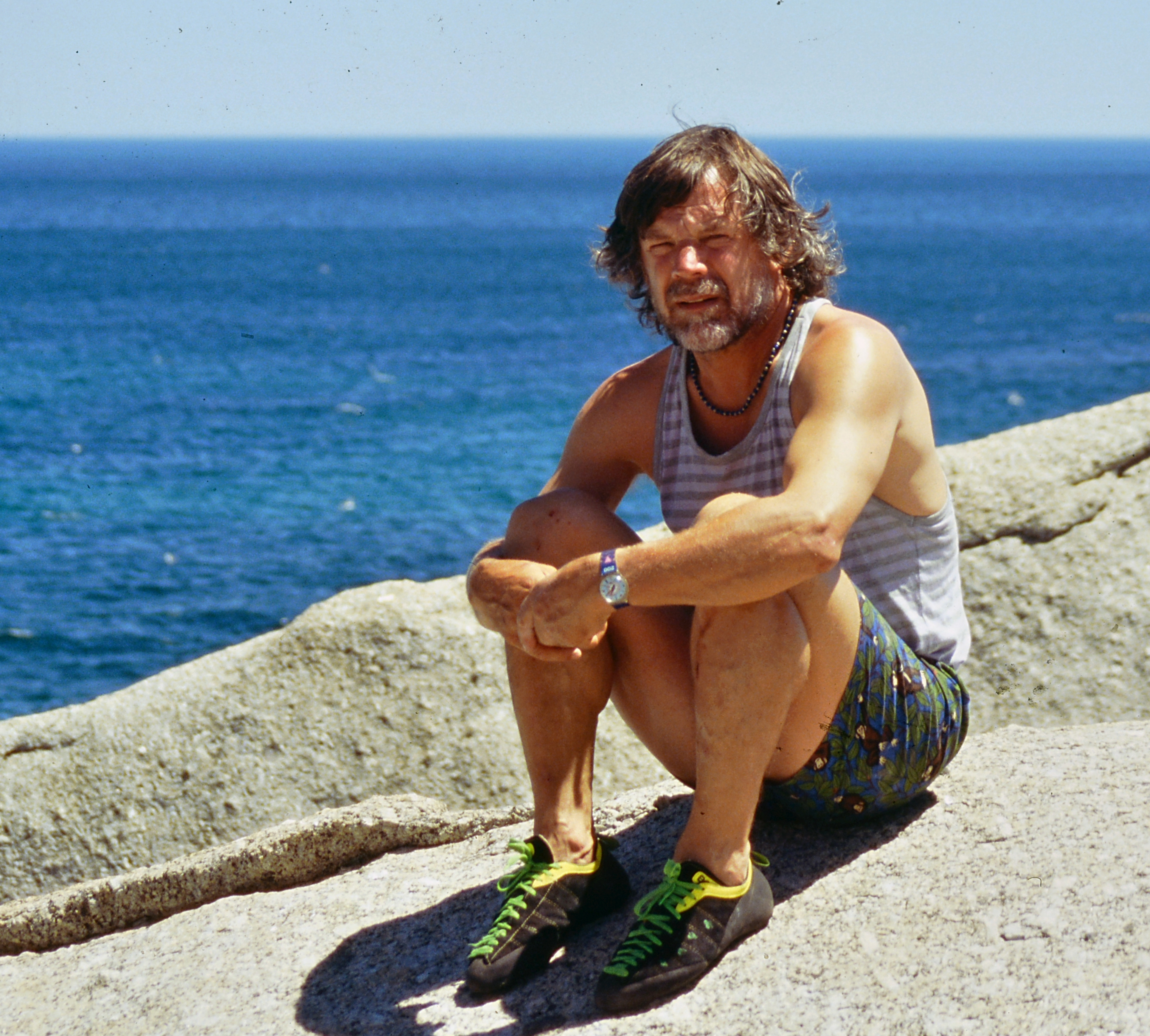

Charly Wehrle (* 7. Oktober 1949 in Wangen im Allgäu) ist deutscher Hüttenwirt, Bergsteiger und Buchautor.

## Leben
Wehrle ist ehemaliger Hüttenwirt der Reintalangerhütte in der Zugspitzgegend. In seiner 36-jährigen Hüttenwirtszeit stand aber nicht nur seine normale Hüttenarbeit im Vordergrund, er machte sich unter anderem Gedanken über seine Umgebung, über das Wetter, über Klettergeschichten, über tragische Vorkommnisse, über heitere Abende und war bemüht, den Hüttenalltag aufzulockern, z. B. mit gemeinsamem Essen, einem Tischtennisspiel oder Gesellschaftsspielen. In seinen Büchern hat er solche Momente schriftlich festgehalten.
Schon früh unternahm Wehrle mit der Familie erste Bergbesteigungen, so 1960, als er mit seinen Brüdern Werner, Wolfgang, Siegfried und seinem Vater die Tannheimer Berge besuchte und den 2176 m hohen Gimpel bestieg. 1961 war er für zwei Monate Hütejunge auf der Gimpelalm und absolvierte die erste Klettertour im Schwierigkeitsgrad IV, auf dem Gimpel-Westgrat.
Wehrle machte von 1964 an zunächst eine Ausbildung als Fleischer in Ochsenhausen, die er 1967 mit der Gesellenprüfung und, durch einen Wehrdienst unterbrochen, 1972 mit dem Meister abschloss. 1978 übernahm er zunächst die Stuiben- und Oberreintalhütte, die er bis 1984 als Hüttenwirt führte, bis er dann nach München umzog. 1986 übernahm Wehrle dann als Pächter und Hüttenwirt die Reintalangerhütte, die zu dem Zeitpunkt 2800 Übernachtungen jährlich verzeichnete. Wehrle baute den Hüttenbetrieb weiter auf, sodass 2009, als er die Reintalangerhütte nach 24 Jahren verließ, sie bereits 8500 Übernachtungen verzeichnete. Seit 2012 ist er Hüttenwirt der Simmshütte in den Lechtaler Alpen. Nach 43 Hüttensommern auf der Oberreintal - Reintalanger - und Frederick Simms  Hütte, beendet Charly Wehrle Ende September 2024 hier seine aktive Laufbahn als Hüttenwirt.

## Wirken
- 1966 Erste Klettertour im Schwierigkeitsgrad V, erster Besuch der Schwäbischen Alb.
- 1968 Erste Kletterroute im VI. Schwierigkeitsgrad, Hochwiesler Südwestwand, Tannheimer Berge.
- 1969 Mit Siggi Wehrle, Winterbegehung Roggalkante, Lechquellengebirge.
- 1970 Große Zinne Nordwand, Comiciführe VI- (Sextener Dolomiten)
- 1971 Erster Besuch im Oberreintal, 8. Begehung der Erdenkäuferführe an Oberreintaldom. 9. Begehung Schwarze Wand VI+, Innere Höllentalspitz (Wetterstein).
- 1973 Geburt von Sohn Thomas, Busreise nach Persien, Besteigung Demavend 5672 m.
- 1974 Nordverschneidung Oberreintaldom VI+, Zugspitze Wetterkante IV+.
- 1975 Stellvertretender Jungmannschaftsleiter in der Sektion des DAV Garmisch-Partenkirchen.
- 1976 Einladung zur Karl Golikow Gedächtnis Expedition zum Nanga Parbat. Expeditionsleiterin Wanda Rutkiewicz. Ziel: Schellroute an der Rupalflanke. Durch Absturz des Tirolers Sebastian Arnold Abbruch der Expedition.
- 1977 Riffelkopf Südostwand VI, Höllental (Wetterstein)
- Durchsteigung fast aller klassischer Kletterrouten im Oberreintal.
- 1980 Reise nach Sri Lanka, erste Berührung mit dem Buddhismus.
- 1981 Piz Badile Nordostwand VI- (Bergell/Schweiz), Neuseelandreise zu den Goldwäschern und John Shaw, Gillespeesbeach/Westküste/Südinsel
- 1982 Mit Amadeus Henke und Franz Parzefall 1. Begehung der Kalten Nummer VI- am Oberreintalturm.
- 1985 Gärtnergehilfe am Klinikum Großhadern, München.
- 1986 Beginn der Pächterjahre auf der Reintalangerhütte
- 1987 Durchquerung des südamerikanischen Kontinents, bei Hans Ertl im boliv. Urwald. Besteigung des Huyana Potosi 6088 m, Macchu-Picchu.
- 1988 Australien und Neuseelandreise, Great Barrier Reef, Ayers Rock.
- 1989 Kanada, Elk-Island Nationalpark, San Francisco, Mexiko, Besteigung des Popocatepetl 5450 m.
- 1990 2. Südamerikareise, von Ushuaya bis zum Amazonas.
- 1991 Equador, zwei Monate Spanischschule, Besteigung des Chimborazo 6300 m, Galapagosinseln.
- 1993 Asienreise, Südindien, Nordindien, Nepal, Begegnung mit Ang Gyalzen Sherpa, Hongkong - Transsibirische Eisenbahn bis Moskau.
- 1994/95 Afrikareise, Besteigung der Pt. Margherita 5109 m im Ruwenzorigebirge (Uganda), Südostwand des Nelion, Mt.Kenia 5111 m
- 1. Sommer von Ang Gyalzen Sherpa auf der Reintalangerhütte Von Zambia nach Kapstadt per Autostop, Victoriafälle/Okavangodelta. Gründung der Edition Charly Wehrle.
- 1996 Film von Gerhard Baur. "Der alte Weg zur Zugspitze".
- 1997 1. Bucherscheinung, "Wände - Grate - Dome/Kletterwelt Oberreintal"
- Durchsteigung der Route "Sonntagsarbeit" VII- an der Westwand des Oberreintalturmes mit Dietmar und Doris Ohngemach.
- 1998 Ausstellung und Dokumentation "Wände - Grate - Dome/Kletterwelt Obereintal im Alpinmuseum München und im Kongresszentrum in Garmisch-Partenkirchen.
- Erwerb des alten Huberhofes in Leutkirch/Nannenbach. 2. Bucherscheinung, "Bergsteiger ohne Maske - Franz Fischer Hüttenwirt und Original". 1. Musiktrekking zum Dach der Welt, Nepal/Solu - Khumbu, anlässlich des 60. Geburtstages von Ang Gyalzen Sherpa.
- 2000 Abbruch und Neuaufbau des Huberhofes. 3. Bucherscheinung, "Mit Hackbrett und Kontrabass - Musiktrekking zum Dach der Welt", Erstellung der Musik-CD mit Hackbrett und Kontrabass (Cafe Schober)
- 2002 Geburt der Tochter Emilia-Anna, Fertigstellung des Huberhofes (Galerie zwischen Wetterstein und Bodensee) 4. Bucherscheinung," Das Reintal der alte Weg zur Zugspitze.
- 2004 25 Jahre Hüttenwirt im Wetterstein. Film im Bayerischen Fernsehen in der Reihe "Wir in Bayern" "Ein Stück Himalaya im Wetterstein" Autorin Bettina Stummeyer.
- 2005 3. Südamerikareise, Bolivien, Chacaltaya 5450 m, Salar de Uyuni. Durch Unwetter verschwindet das Wahrzeichen des Wettersteins. "Die Blaue Gumpe im Reintal" 22./23.8. – Heirat der Lebensgefährtin Ursula Meier.
- 2006 Erscheinung des Märchenbuches "Das Geheimnis der Blauen Gumpe", Edition Charly Wehrle, ISBN 978-3-936740-43-1, Autorin Ursula Wehrle.
- 2008 2. Musiktrekking ans Dach der Welt, Nepal (Solu Khumbu) anlässlich des 70. Geburtstages von Ang Gyalzen Sherpa In der Reihe "Eine Sendung zwei Menschen, Eins zu Eins der Talk" ist Charly Wehrle zu Gast bei Moderator Norbert Joa.
- 5. Bucherscheinung "Weckruf im Wetterstein". Film im Bayerischen Fernsehen Bergauf-Bergab "Abschied vom Wetterstein" Kurzbeitrag in der Münchner Abendschau.
- 2012 Mitpächter der Frederick-Simmshütte in den Lechtaler Alpen.
- 2015 6. Bucherscheinung, "Der Sturz ins Glück".
- 2017 In der Sendung "Habe die Ehre" bei BR Heimat ist Charly Wehrle zu Gast bei Moderatorin Conny Glogger.
- 2018 7. Bucherscheinung, "400 Kilometer Heimat - Zu Fuß um Oberschwaben".
- 2021 40 Jahre Hüttenwirt.
- 2024 Charly Wehrle vollendet sein 75. Lebensjahr, Ende seiner Laufbahn als Hüttenwirt.

## Schriften
- Wände – Grate – Dome. Kletterwelt Oberreintal. Panico Verlag, Köngen 1997, ISBN 3-926807-56-3.
- Franz Fischer. Bergsteiger ohne Maske. Panico Verlag, Köngen 1998, ISBN 3-926807-63-6.
- Mit Hackbrett und Kontrabaß. Musiktrekking zum Dach der Welt. Panico Verlag, Köngen 2000, ISBN 3-926807-83-0.
- Das Reintal. Der alte Weg zur Zugspitze. Panico Verlag, Köngen 2002, ISBN 3-936740-20-8.
- Das Geheimnis der Blauen Gumpe. Autorin: Ursula Wehrle. Illustration: Bianca Hagl. Edition Charly Wehrle, Ohlstadt 2007, ISBN 978-3-936740-43-1.
- Weckruf im Wetterstein. Panico Verlag, Köngen 2009, ISBN 978-3-936740-59-2
- Sturz ins Glück: Geschichten und Gedichte aus dem Werdenfelser Land. Ed. Zwischen Wetterstein und Bodensee, Leutkirch 2014, ISBN 978-3-95611-025-2.
- 400 Kilometer Heimat - Zu Fuß um Oberschwaben. ISBN 978-3-95611-102-0

Fremdsprachige Ausgaben
- With Dulcimer and Doublebass – Trekking with Music to the Roof of the World. Englische Ausgabe von Mit Hackbrett und Kontrabaß, übersetzt von Manfred Meurer, Pilgrim, Varanasi 2007, ISBN 978-81-7769-576-2.